# آني ماشون
آني ماشون (بالإنجليزية: Annie Machon)‏ (من مواليد 1968) كانت ضابطة استخبارات سابقة في المكتب الخامس للمخابرات الحربية البريطانية، استقالت من الخدمة وفقة زوجها ديفيد شايلر في أواخر التسعينات، لتصفية الوثائق وإدانة جرائم وعدم كفاءة المخابرات البريطانية. وهي حاليا خبيرة في شؤون الاستخبارات وكاتبة وصحفية وناشطة سياسية ومستشارة ومدربة للصحفيين. 

## البداية والمكتب الخامس
التحقت ماشون بمدرسة خاصة ثم درست الأدب كلاسيكي كلية غيرتون، كامبردج. بعد تخرجها، بدأت ماشون مسيرتها المهنية في العمل كناشرة ثانوية. وفي عام 1991 اجتازت ماتون امتحان وزارة الخارجية البريطانية بغرض أن تصبح دبلوماسية لكن تم تعيينها ضابطة استخبارات في قسم مكافحة التخريب في المكتب الخامس للمخابرات الحربية البريطانية المعروف رسميا باسم "F2".
بعد شهرين من الانضمام إلى الخدمة التقت ماشون بزوجها لاحقا ديفيد شايلر، حيث صرحت لستيوارت جيفريز من صحيفة الغارديان عام 2000 أنهم وخلال بحثهم عن مخربين يساريين فشلوا في تحديد مواقعهم فبدأوا يشعرون بخيبة أمل. فطلب منهم إعداد ملخصات من الملفات عن أي شخص يحضر الانتخابات العامة لعام 1992 في المملكة المتحدة، لكنهما (ماشون وديفيد شايلر) شعروا أنه عمل غير مناسب.
أمضت عامين في العمل في فرع 'T' للتحقيق في الإرهاب الإيرلندي، قبل إعادة إلحاقها بقسم مكافحة الإرهاب الدولي المعروف باسم 'G Branch'.[بحاجة لمصدر]